# Sportski savez Srbije

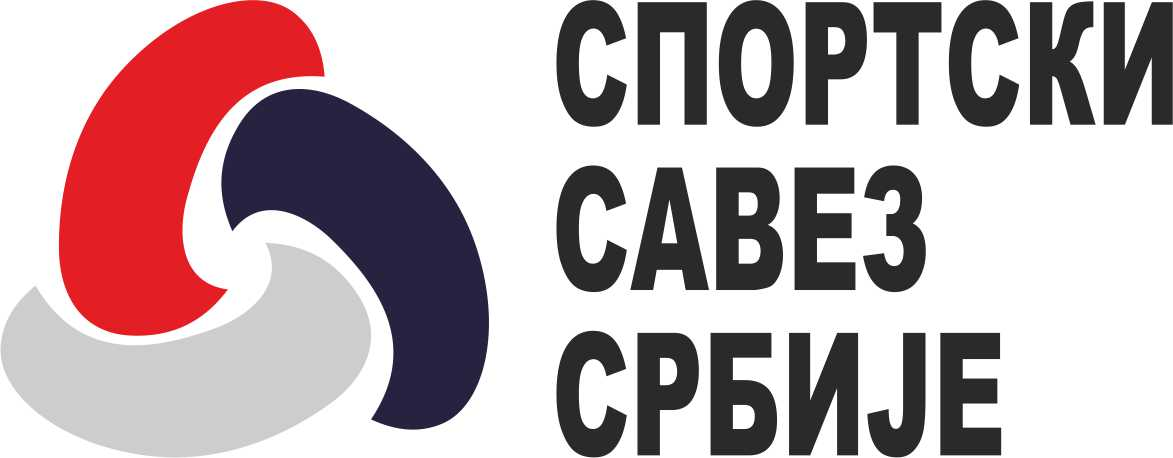
Logo van de Sportvereniging van Servië

De Sportfederatie van Servië (Sportski savez Srbije, SSS) omvat alle sportfederaties in Servië, zoals voetbal, volleybal, basketbal, skiën en anderen. De SSS ondersteunt alle sportevenementen en activiteiten die met sport te maken hebben. Elke stad heeft zijn eigen sportfederatie met lokale vertegenwoordigers. In samenwerking met het bedrijf Meridian voorziet de SSS tal van steden in Servië van sportvelden en uitrusting.

## Geschiedenis
De Antifascistische Vergadering voor de Nationale Bevrijding van Servië, als hoogste wetgevende en uitvoerende orgaan van de democratische staat Servië, nam op 24 maart 1945 het besluit om het hoogste bestuur van lichamelijke opvoeding over te dragen aan het Initiatief Sportcomité van Servië over het hele grondgebied van Federaal Servië. 
Zo werd de Sportfederatie van Servië opgericht. Het hoofdkantoor is gevestigd in de Makedonska-straat in de wijk Savski Venac in Belgrado.

## Administratie
De president van de SSS is Davor Štefanek, een Servische worstelaar en lid van het nationale team in worstelen in Grieks-Romeinse stijl, een deelnemer aan de Olympische Spelen in Athene in 2004. en Peking, 2008. in 2015 winnaar van de bronzen medaille op het Wereldkampioenschap in Las Vegas. en gouden medailles op de Olympische Spelen van 2016. in Rio de Janeiro.